# Kyra Cooney-Cross
Kyra Cooney-Cross (Queensland, Australia; 15 de febrero de 2002) es una futbolista australiana. Juega de delantera en el Arsenal de la Women's Super League de Inglaterra. Es internacional con la selección femenina de Australia.

## Trayectoria
Cooney-Cross jugó tres años en Ballarat City entre 2013 y 2016, jugando bajo la tutela de la entrenadora Tessa Curtain.
En 2017, fue fichada por Melbourne Victory para la temporada 2017-18 de la W-League. El 28 de octubre de 2017, debutó con el club en una victoria por 2-1 contra el Canberra United, jugando los 90 minutos en su primer partido de liga competitivo. El 29 de diciembre de 2017, anotó su primer gol para el club en la derrota de local por 3-1 contra el Newcastle Jets, un cabezaso a los 28 minutos contra la portera de los Jets, Britt Eckerstrom. Al final de la temporada jugó en los doce partidos de Victory, anotando dos goles. En la temporada 2018-19, formó parte del equipo ganador del torneo regular de la W-League, aunque solo pudo jugar en cuatro de los doce partidos.
La delantera fichó con el Western Sydney Wanderers para la temporada 2019-20, donde anotó en su debut, un tiro libre en el minuto 92 que le dio la victoria 2-1 contra el Adelaide United.
En diciembre de 2020, después de una temporada en Western Sydney Wanderers, Cooney-Cross regresó a Melbourne Victory. En la final de la W-League 2020-21 contra Sydney FC, Cooney-Cross le dio al Victory el título tras marcar un gol olímpico a los 120 minutos del tiempo extra.
En septiembre de 2023, tras una gran actuación en el Mundial Femenino de Australia y Nueva Zelanda, se anunció su fichaje por el Arsenal.

## Estadísticas

### Clubes
| Club                     | País       | Año             |
| ------------------------ | ---------- | --------------- |
| Melbourne Victory        | Australia  | 2017 - 2019     |
| Western Sydney Wanderers | Australia  | 2019 - 2020     |
| Melbourne Victory        | Australia  | 2020 - 2022     |
| Hammarby                 | Suecia     | 2022 - 2023     |
| Arsenal                  | Inglaterra | 2023 - presente |

## Palmarés

### Títulos nacionales
| Título                  | Club              | País      | Año     |
| ----------------------- | ----------------- | --------- | ------- |
| W-League                | Melbourne Victory | Australia | 2020-21 |
| Copa de Suecia Femenina | Hammarby          | Suecia    | 2023    |